# 自由民主党全国学生交流会
自由民主党全国学生交流会（じゆうみんしゅとうぜんこくがくせいこうりゅうかい、National Student Association、NSA）は、かつて存在した自由民主党青年局直属の学生部組織。

## 概要
政治に関心を持つ学生の交流の場として、自由民主党青年局下にかつて存在した組織。主に首都圏の学生によって組織され、2012年当時の会員数は約60名である。顧問である学生部長には、宇都隆史参議院議員が就任していた。

## 活動

### 活動方針
活動方針として、会則のうちに以下を定めている。
一．NSAは自由民主党の学生部として、党の基本方針及び活動を支援・支持し、党の発展に寄与することとする。
二．NSAは日本及び党の発展に寄与する気概を持つ人材を育成していくことを目指す。
三．NSAは学生の政治参加を促し、知識の習得だけにとどまることなく若者らしい考えを発信していく。

### 活動内容
定期的に党本部内で行われる、議員や専門家を招いての勉強会（講演会、ディスカッション形式）が基本的な活動となっている。テーマは会員からの提案により決められ、政策や法律から時事問題まで多岐にわたる。その他不定期の活動として、立法・司法機関や官公庁の見学、会員同士の親睦を深めることを目的とした食事会や花見、バーベキューなども企画しており、活動の幅は非常に広く、中でも自衛隊研修は毎年の恒例行事となっている。また、党が行う海外での研修・視察に同行することも多い。

## 会員

### 会員資格
25歳以下の大学、大学院、短期大学、専門学校のいずれかに学籍を置くことを条件とし、見学者として活動に1回参加する必要がある。見学の申し込みは会のホームページから行う。見学後、役員会の審査を経て入会が可能になる。

### 役員
会の運営・業務を行うため、役員会が組織される。会長は年1回、総会において行われる選挙によって選出される。その他の役員については、会長に任免権が与えられる。会務を取りまとめる幹事長の下に企画、広報、総務の各幹事が置かれる。その他、会長補佐や幹事補佐がつけられることもある。